# Omloop Het Volk 1955
L'Omloop Het Volk 1955 va ser l'onzena edició de l'Omloop Het Volk. La cursa es va disputar el 6 de març de 1955, amb inici i final a Gant. El vencedor fou Lode Anthonis.

## Classificació general
| Posició | Ciclista               | Temps      |
| ------- | ---------------------- | ---------- |
| 1       | Lode Anthonis (BEL)    | 7h 03' 00" |
| 2       | André Rosseel (BEL)    | + 0"       |
| 3       | André Vlayen (BEL)     | + 0"       |
| 4       | Karel Borgmans (BEL)   | + 0"       |
| 5       | Joseph Theuns (BEL)    | + 0"       |
| 6       | Isidore De Ryck (BEL)  | + 40"      |
| 7       | Karel De Baere (BEL)   | + 40"      |
| 8       | Marcel Ryckaert (BEL)  | + 40"      |
| 9       | Germain Derycke (BEL)  | + 40"      |
| 10      | Marcel Hendrickx (BEL) | + 40"      |